# Зборник закона Руске Империје
Зборник закона Руске Империје (рус. Свод законов Российской Империи) садржавао је кодификовано позитивно законодавство у Руској Империји од 1832. до 1917. Први том зборника били су Основни државни закони.

## Кодификација
Зборник закона је кодификован 1832. године за вријеме императора Николаја I Павловича и под руководством грофа Михаила Сперанског, главног управника Другог одјељења Сопствене канцеларије Његовог императорског величанства. Први том зборника били су Основни државни закони (уставни закони) чији је први члан одређивао императора сверуског као „самодржавног и неограниченог монарха”.
Двије године раније, 1830, кодификована је и Пуна збирка закона Руске Империје (рус. Полное собрание законов Российской Империи) која је садржавала све прописе донесене од 1649. до 1825. Збирка је садржавала укупно 30.920 аката (важећих и неважећих) по хронолошком распореду.
Зборник закона Руске Империје по првом издању из 1832. био је подијељен у 15 томова. Најважнији је био први том који је садржавао Основне државне законе Руске Империје и неколико закона о највишим државним органима (о Државном савјету, о Комитету министара, о Правитељствујушчем сенату, о министарствима, о Капитулу ордена). Према императоровом прогласу од 31. јануара 1833. године (по старом календару) одређено је да Зборник закона ступа на снагу 1. јануара 1835. Још један том, шеснаести, придружен је Зборнику закона у издању из 1892.

## Први устав
Када су Основни државни закони Руске Империје темељно промијењени 23. априла 1906. године (по старом календару) за вријеме императора Николаја II Александровича (и тиме фактички постали први руски устав) дошло је и до значајних промјена унутар Зборника закона. Нови закони о највишим државним органима су били: о Државном савјету, о Државној думи, изборни закон, буџетски закон, о Савјету министара, о Комитету финансија, о Правитељствујушчем сенату, о министарствима, о Канцеларији Његовог императорског величанства за молбе, о Комитету за службенике грађанског надлештва и за награде, о Капитулу ордена.